# Universitetets Oldsaksamling
Universitetets Oldsaksamling er en afdeling af Kulturhistorisk museum som igen er del af Universitetet i Oslo i Norges hovedstad Oslo. Afdelingen er arkæologisk landsdelsmuseum for Østlandet og Sørlandet. Oldsaksamlingen har kontorer i Historisk museum i Frederiks gate 3, i St. Olavs gate 29 og i Vikingeskibsmuseet på Bygdøy. Universitetets Oldsaksamling er landets ubestridt største arkeologiske museum, efter antallet af ansatte og ved antallet katalogiserede genstande. I dag består samlingen af over 2,7 million genstande.

## Liste over bestyrere og direktører
- Cornelius Enevold Steenbloch, 1823
- Rudolf Keyser, 1823-1862
- Oluf Rygh, 1862-1899
- Gabriel Gustafson, 1899-1915
- Anton Wilhelm Brøgger, 1915-1949
- Bjørn Hougen, 1950-1968
- Sverre Marstrander, 1968-1980
- Arne Skjølsvold, 1980-1985
- Arne Emil Christensen, 1985-1989
- Egil Mikkelsen, 1989-1992
- Erla Bergendahl Hohler, 1992-1994
- Einar Østmo, 1994-1997
- Erla Bergendahl Hohler, 1997-1999
- Egil Mikkelsen, 1999-2011
- Rane Willerslev, 2011-2013
- Håkon Glørstad, 2014-nu